# Bertungen Julu
Bertungen Julu is een bestuurslaag in het regentschap Dairi van de provincie Noord-Sumatra, Indonesië. Bertungen Julu telt 1397 inwoners (volkstelling 2010).